# Sven-Olof Jonsson
Sven-Olof Jonsson, född 23 januari 1893 i Östersund, död 2 januari 1945 i Danderyd, var en svensk gymnast. Vid olympiska sommarspelen i Antwerpen 1920 blev han guldmedaljör i trupptävlan, svenskt system. Han tog även fem raka SM-guld i grenhopp 1917–1921, tävlande för IFK Stockholm.